# Megaselia cirricauda
Megaselia cirricauda är en tvåvingeart som beskrevs av Colyer 1962. Megaselia cirricauda ingår i släktet Megaselia och familjen puckelflugor. Inga underarter finns listade i Catalogue of Life.